# Parasynthemis regina
Parasynthemis regina – gatunek ważki z rodziny Synthemistidae; jedyny przedstawiciel rodzaju Parasynthemis. Endemit Australii, występuje we wschodniej części kontynentu.